# Pteroxygonum denticulatum
Pteroxygonum denticulatum (C.C.Huang) T.M.Schust. & Reveal – gatunek rośliny z rodziny rdestowatych (Polygonaceae Juss.). Występuje naturalnie w Chinach – w prowincjach Kuejczou i Junnan oraz w Tybetańskim Regionie Autonomicznym. 

## Morfologia
PokrójBylina tworząca kłącza. Pędy są wijące się i pnące.
LiścieIch blaszka liściowa ma kształt od owalnego do owalnie trójkątnego. Mierzy 4–11 cm długości oraz 3–6 cm szerokości, o sercowatej nasadzie i ostrym wierzchołku. Ogonek liściowy jest nagi i osiąga 2–6 cm długości. Gatka ma purpurową barwę, jest błoniasta i dorasta do 4–6 mm długości.
KwiatyObupłciowe lub funkcjonalnie jednopłciowe, zebrane w luźne wiechy o długości 10–15 cm, rozwijają się w kątach pędów lub na ich szczytach. Mają 5 listków okwiatu o eliptycznym kształcie i białej barwie, zewnętrzne są skrzydlate i rosną po przekwitnięciu (do 3–4 mm długości). Pręcików jest 8.
OwoceTrójboczne niełupki o jajowatym kształcie.

## Biologia i ekologia
Rośnie w zaroślach. Występuje na wysokości do 2500 m n.p.m. Kwitnie od czerwca do sierpnia. 

## Zastosowanie
Gatunek ten jest używany w medycynie ludowej.